# 塞伦杰
塞伦杰（Serenje）是赞比亚中央省的一个县，位于赞比亚大北路和坦赞铁路的交汇处，东与姆库希接壤。周边的著名景观有穆伦博瀑布。尽管当地有相对富有营养的土壤和茂密的森林，但是该地农业只能实现温饱。